# شاپرک اطلس

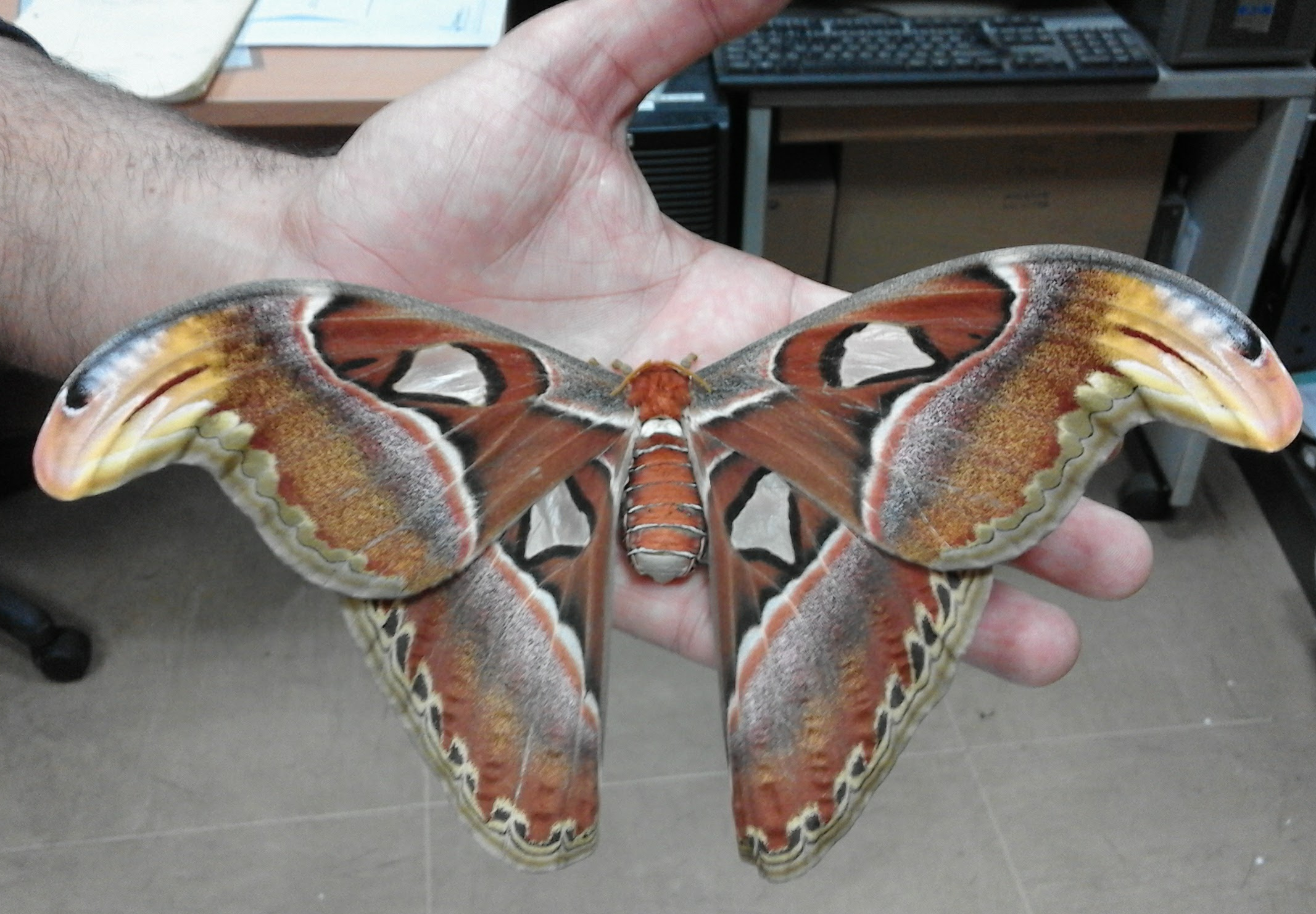
شاپرک اطلس در مقایسه با دست انسان

شاپرک اطلس (نام علمی: Attacus atlas) گونه‌ای شاپرک بزرگ است که در مناطق گرمسیری جنگلی آسیای جنوب شرقی به ویژه مجمع‌الجزایر مالایی زندگی می‌کند. شاپرک اطلس نخستین مرتبه توسط کارل لینه در دهمین نسخه از کتاب وی تحت عنوان سیسْتما ناتورا توصیف شد. شاپرک اطلس با پهنای بال ۲۴ سانتیمتر (۹٫۴ اینچ) بزرگ‌ترین پروانه‌سان کره زمین به‌شمار می‌رود. شاپرک اطلس دارای دودیسی جنسی آشکاری است، به طوری که جنس ماده (تصویر) بسیار سنگین‌تر از جنس نر است.
همانند اکثر پروانه‌سانان، ماده‌ها به‌طور قابل‌توجهی بزرگ‌تر و سنگین‌تر از نرها هستند و این در حالی است که نرها، شاخک‌های پهن‌تر و عریض‌تری دارند. بدن این شاپرک در مقایسه با بال‌ها به شکل نامتناسبی کوچک است. در قسمت‌های بالایی، به رنگ قهوه‌ای متمایل به قرمز است. قسمت زیرین بال‌ها طیف‌های کم‌رنگ‌تری را نشان می‌دهد. امتداد برجستهٔ نوک بال‌های این شاپرک به گونه‌ای شبیه سر مار است، این شباهت همراه با حرکت بال‌ها در هنگام مقابله پروانه با شکارچیان به عنوان گونه‌ای ترفند تدافعی غافلگیرانه عمل می‌کند.
شاپرک اطلس به‌طور کلی فاقد اندام کامل دهانی است و پس از خروج از پیله، با اتکا به ذخیره چربی که اندوخته نیاز به صرف غذا را مرتفع می‌نماید. هر پرواز این شاپرک انرژی ارزشمندی را تلف می‌کند و می‌تواند روزهایی چند از زندگی کوتاه این حشره را بر باد دهد. طول عمر این شاپرک بسیار کوتاه و در حدود ۱ تا ۲ هفته است و البته، با پرواز کمتر، انرژی خود را ذخیره می‌کنند. یک شاپرک ماده، منتظر می‌ماند تا یک شاپرک نر پیدا شود و پس از باروری، تخم‌ریزی نماید و سپس، بمیرد.

## نگارخانه

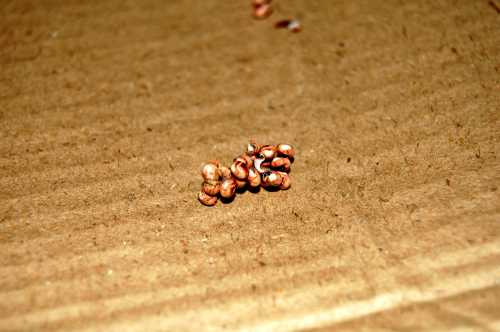
تخم
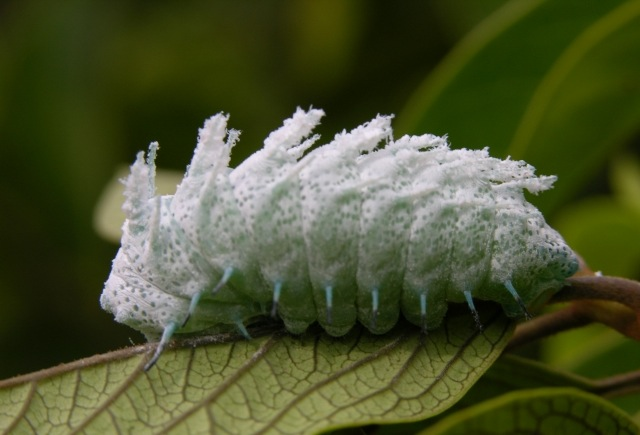
کرم
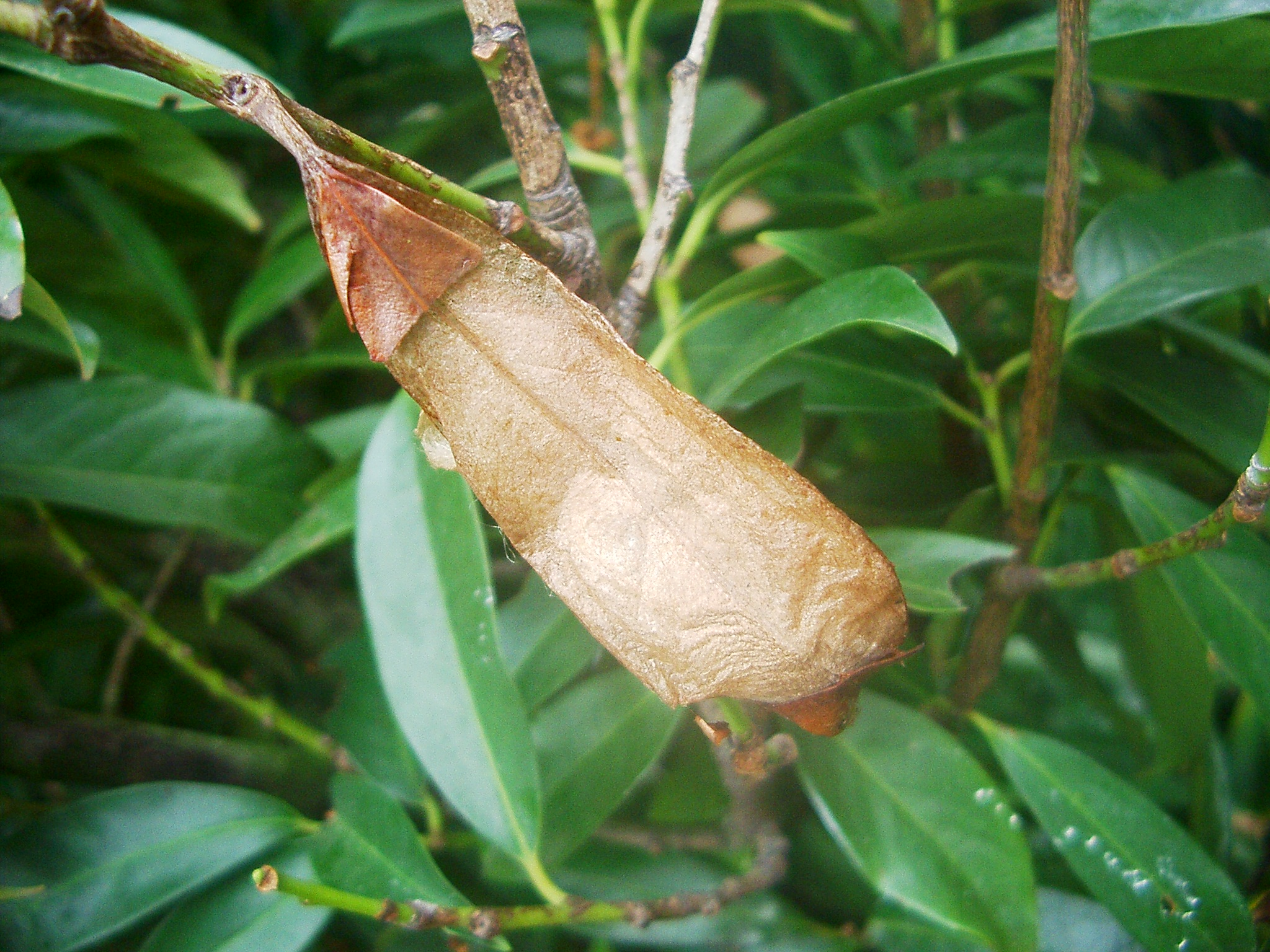
پیله
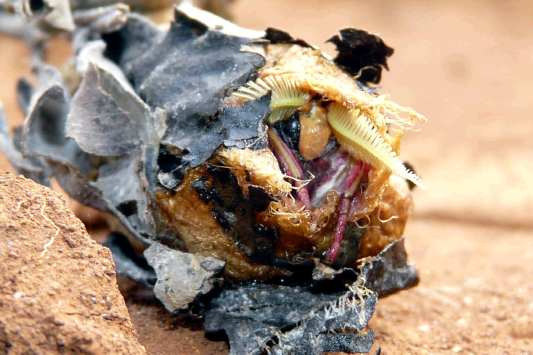
خروج از پیله
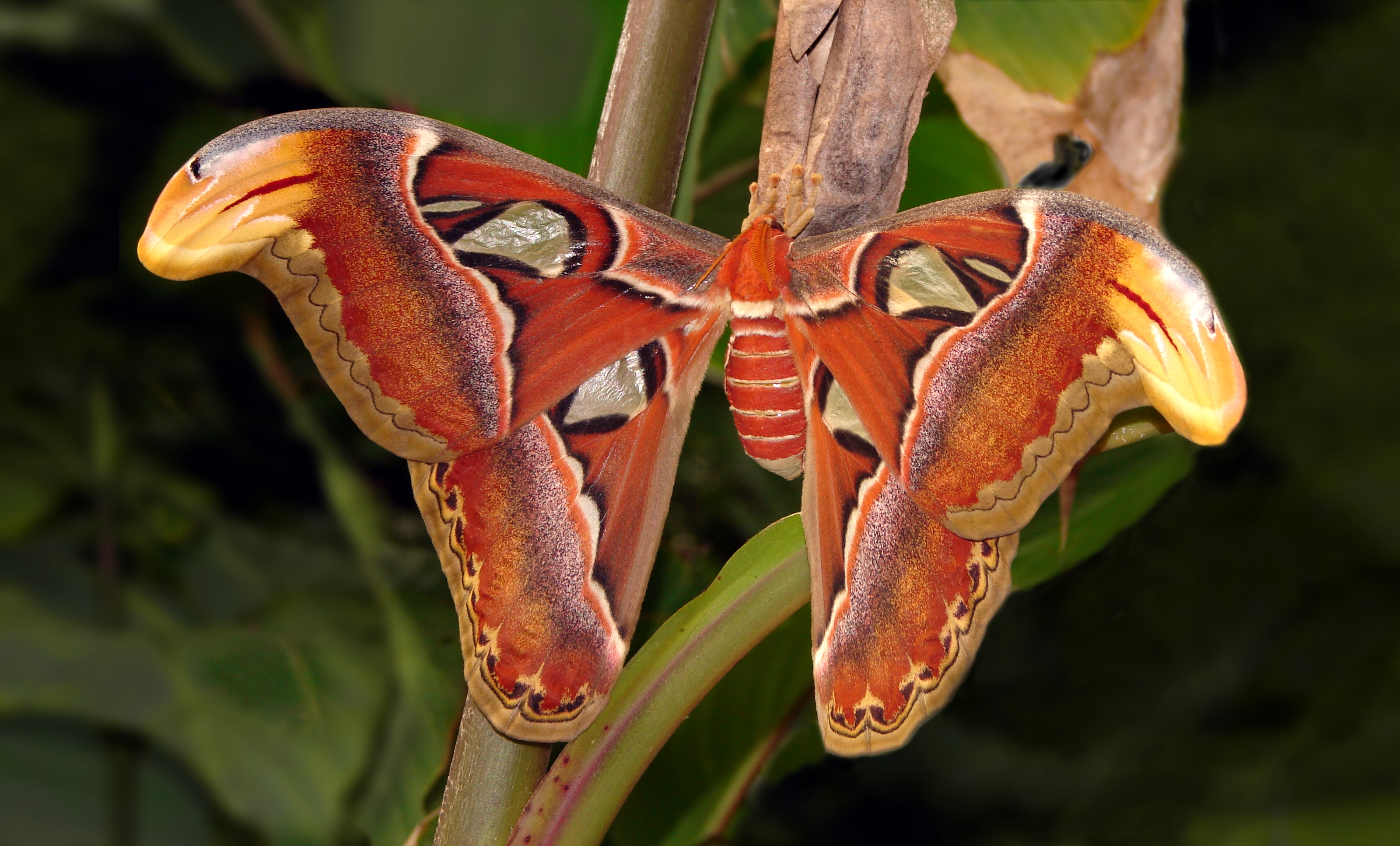
بالغ